# Aleksandr Radziwiłowski
Aleksandr (Izrail) Pawłowicz (Moisiejewicz) Radziwiłowski (ros. Александр (Израиль) Павлович (Моисеевич) Радзивиловский, ur. w sierpniu 1904 w Symferopolu, zm. 25 stycznia 1940) – funkcjonariusz radzieckich służb specjalnych, starszy major bezpieczeństwa państwowego.

## Życiorys
Żyd, w latach 1914-1920 uczeń szkoły w Sewastopolu, 1920-1928 członek Komsomołu (od grudnia 1927 w WKP(b)), od listopada 1920 w organach Czeki, 1921 sekretarz wydziału krymskiej milicji w Symferopolu, w sierpniu-wrześniu 1921 sekretarz pełnomocnika Głównego Zarządu Milicji NKWD RFSRR. Od 16 lutego 1922 pełnomocnik GPU Krymskiej ASRR, od grudnia 1922 funkcjonariusz Sekcji Tajno-Operacyjnej GPU Krymskiej ASRR, a od 21 września 1925 do 10 kwietnia 1926 Wydziału Tajnego OGPU ZSRR. Od kwietnia do grudnia 1926 szef Wydziału Tajnego Okręgowego Oddziału GPU w Witebsku, od 17 grudnia 1926 do lipca 1927 szef Wydziału Tajnego Gubernialnego Oddziału GPU w Briańsku, od 8 października 1927 do września 1928 szef Wydziału Specjalnego/Kontrwywiadowczego Okręgowego Oddziału GPU w Homlu, później ponownie w centrali OGPU ZSRR w Moskwie - od 4 października 1928 do 29 października 1929 pełnomocnik Oddziału 2 Wydziału Tajnego OGPU ZSRR, od 29 października 1929 do 18 stycznia 1930 pomocnik szefa Oddziału 8 Wydziału Tajnego OGPU ZSRR. Od 18 stycznia 1930 do 14 marca 1931 pomocnik szefa Oddziału 3 Wydziału Tajnego OGPU ZSRR, od 14 marca do 27 września 1931 funkcjonariusz do zadań specjalnych Wydziału Tajno-Politycznego OGPU ZSRR, od 27 września 1931 do 10 lipca 1934 szef Wydziału Tajno-Politycznego Pełnomocnego Przedstawicielstwa OGPU w obwodzie moskiewskim, równocześnie od 14 maja 1933 do 10 lipca 1933 pomocnik pełnomocnego przedstawiciela OGPU w obwodzie moskiewskim. Od 13 lipca 1934 do 20 marca 1935 szef Wydziału Tajno-Politycznego Zarządu Bezpieczeństwa Państwowego (UGB) Zarządu NKWD obwodu moskiewskiego i pomocnik szefa Zarządu NKWD obwodu moskiewskiego, od 20 marca 1935 do 20 lipca 1937 zastępca szefa Zarządu NKWD obwodu moskiewskiego, od 29 listopada 1935 starszy major bezpieczeństwa państwowego, od 20 lipca 1937 do 28 lutego 1938 szef Zarządu NKWD obwodu iwanowskiego, w lutym-marcu 1938 p.o. zastępcy ludowego komisarza spraw wewnętrznych Ukraińskiej SRR, od 28 marca do 13 września 1938 szef Wydziału 3 Zarządu 3 NKWD ZSRR.
13 września 1938 aresztowany, 24 stycznia 1940 skazany na śmierć przez Wojskowe Kolegium Sądu Najwyższego ZSRR, następnego dnia rozstrzelany. Nie został zrehabilitowany.

## Odznaczenia
- Order Lenina (11 lipca 1937)
- Order Czerwonego Sztandaru (20 grudnia 1932)
- Order „Znak Honoru” (14 maja 1936)
- Odznaka „Honorowy Funkcjonariusz Czeki/GPU (V)” (1930)
- Odznaka „Honorowy Funkcjonariusz Czeki/GPU (XV)” (8 kwietnia 1934)